# Abū ol Khāzen
Abū ol Khāzen (persiska: ابو الخازن, Sheykh Abū ol Khāzen, Shaikh Abul Khāzen, Abū Al Khāzen, Abolkhāzen) är en ort i Iran.   Den ligger i provinsen Khorasan, i den nordöstra delen av landet, 600 km öster om huvudstaden Teheran. Abū ol Khāzen ligger 1 110 meter över havet och antalet invånare är 227.
Terrängen runt Abū ol Khāzen är platt åt sydväst, men åt nordost är den kuperad. Terrängen runt Abū ol Khāzen sluttar brant västerut.Runt Abū ol Khāzen är det mycket glesbefolkat, med 5 invånare per kvadratkilometer. Abū ol Khāzen är det största samhället i trakten. Trakten runt Abū ol Khāzen är ofruktbar med lite eller ingen växtlighet.